# Кириаку, Димитрис
Димитрис Кириаку (греч. Δημήτρης Κυριάκου; род. 14 октября 1986, Никосия, Кипр) — кипрский футболист, полузащитник. Трёхкратный чемпион Кипра.

## Карьера
Воспитанник кипрского клуба АПОЭЛ, в котором и началась его профессиональная карьера. Не получив достаточно игровой практики, в сезоне 2005—2006, он был отправлен в аренду в клуб ЕН ТОИ из Лакатамии. Вернувшись спустя год в АПОЭЛ, он впервые стал чемпионом Кипра. По окончании сезона он вновь был отправлен в аренду, на этот раз — в клуб «Дигенис Акритас», а вернувшись по её окончании в АПОЭЛ, второй раз в своей карьере стал победителем национального первенства. В январе 2010 года Кириаку вновь был отправлен в аренду, на этот раз в «Олимпиакос» (Никосия), где за полсезона провёл 10 матчей. Вернувшись в АПОЭЛ, стал чемпионом сезона 2010—2011.